# Lemmy Kilmister
Ian Fraser Kilmister (Burslem, 24 de desembre de 1945 - Los Angeles, 28 de desembre de 2015), més conegut com a Lemmy Kilmister, fou un cantant i baixista anglès. Va ser conegut per ser el membre creador del grup de heavy metal Motörhead. La seva característica posada en escena l'ha convertit en una figura de culte.
Lemmy va néixer a Stoke-on-Trent i es va criar a Gal·les del Nord. Va ser influenciat pel rock and roll de Little Richard i Buddy Holly i els primers treballs dels Beatles, posteriorment va actuar en diversos grups de rock en la dècada de 1960, principalment en The Rockin' Vickers. Més tard va tocar junt amb Jimi Hendrix i The Nice, abans d'unir-se al grup de rock espacial Hawkwind el 1972, essent cantant principal en l'èxit «Silver Machine». Després de ser expulsat de Hawkwind, va fundar Motörhead com a cantant principal, baixista, compositor i líder del grup, gravant discs i fent gires fins a la seva mort el desembre de 2015. L'èxit del grup va culminar entre 1980 i 1981 i amb l'èxit del senzill «Ace of Spades».
A part dels seus coneixements musicals, Lemmy va ser ben conegut pel seu intens estil de vida, consum regular d'alcohol i amfetamines i la col·lecció de parafernàlia nazi. Va aparèixer en diverses ocasions en el cinema i la televisió.

## Infantesa
Lemmy Kilmister va néixer el 24 de desembre de 1945 a Burslem, un poble al nord de Stoke-on-Trent, i es va criar amb la seva mare a Anglesey, Gal·les.
Lemmy era fill d'un sacerdot protestant que un dia va estar amb la seva mare i l'endemà va desaparèixer. El petit Lemmy des de sempre havia adoptat la faceta d'home tosc i rebel, el que obeïa al seu enuig pel que el seu pare havia fet.
En una entrevista, Lemmy va assegurar que el seu amor per la cultura rock va néixer juntament amb la música dels Beatles, grup del qual es considera un fanàtic acèrrim, i la seva vocació de músic rocker la va obtenir perquè «és l'únic negoci que m'ha agradat, per les dones maques, tots els rockers ficats en això les tenen de dues en dues, i a mi sempre m'han agradat les dones maques, per això vaig considerar que seria una bona idea, però per què collons no se'm va ocórrer d'abans?».
Lemmy va aprendre a tocar el baix al carrer, és a dir, aprenent de moltes persones i no en un estil específic, cosa que li va permetre esplaiar-se al moment de crear la seva identitat musical i de desenvolupar el seu estil característic. Així va ser com va estar influït per diversos estils, com el punk, el rock dur, el rock psicodèlic i l'space-rock.

## Mort
El 28 de desembre del 2015, quatre dies després del seu 70è aniversari, Lemmy va morir a la seva casa de Los Angeles, Califòrnia, cap a les quatre de la tarda a causa d'un càncer de pròstata. Motörhead va anunciar la seva mort des de la pàgina oficial de Facebook un dia més tard. Segons la banda el càncer que patia va ser diagnosticat el 26 de desembre, només dos dies abans de la seva mort.
Anualment a Barcelona se celebra des de l'any 2016 el festival Lemmyssyou en homenatge a Lemmy Kilmister.

## Carrera musical
Els anys 1960, Lemmy va formar part de petites bandes com Opal Butterfly, Sam Gopal i The Rockin' Vickers fins que el 1971 es va unir al grup Hawkwind com a baixista i vocalista ocasional. Va posar la seva veu solista en diverses cançons del grup, incloent el seu major èxit en les llistes britàniques de senzills «Silver Machine» que va aconseguir el número 3 el 1972, mercès al seu baix influenciat per estils diversos que s'adaptava a la temàtica espacial pròpia de Hawkwind.
El 1975, després de diversos conflictes amb altres membres del grup, Lemmy va formar una nova banda juntament amb el guitarrista Larry Wallis i el bateria Lucas Fox. Van anomenar el grup Bastard, però van canviar el nom posteriorment per Motörhead, el títol de l'última cançó que Lemmy va compondre per Hawkwind. Poc temps després ambdós músics van ser reemplaçats pel guitarra «Fast» Eddie Clarke i el bateria Phil «Philthy Animal» Taylor, i va ser amb aquesta formació que la banda va començar a ser coneguda.
Els majors èxits del grup van arribar els anys 1980 i 1981, quan va entrar a les llistes del Regne Unit gràcies a cançons com «Ace of spades» i el disc en directe No Sleep 'til Hammersmith. En aquesta època es van convertir en una icona del heavy metal anglès i un dels grups amb major influència en l'escena musical.
El 1994 participà en la pel·lícula Airheads, dirigida per Michael Lehmann.
Malgrat els constants canvis en la formació del grup, la darrera, amb Lemmy acompanyat per Phil Campbell (guitarra) i Mikkey Dee (bateria), durà des de 1995. Aquell any, Metallica va tocar en la festa del cinquantè aniversari de Lemmy, que en diverses ocasions va expressar el seu agraïment.
L'any 2002, Lemmy va publicar una autobiografia titulada White Line Fever. El 2005, Motörhead va guanyar un primer Grammy competint amb bandes contemporànies com Slipknot, Killswitch Engage, Hatebreed i Cradle of Filth en la categoria de Best Metal Performance per la seva versió de la cançó de Metallica «Whiplash».

## Discografia

### Àlbums, senzills o participacions en gravacions d'estudi
- 1965 The Rockin' Vickers - Zing! Went The Strings Of My Heart/ Stella (Senzill)
- 1965 The Rockin' Vickers - It's Alright / Stay By Em (Senzill)
- 1966 The Rockin' Vickers - Dandy/ I Don't Need Your Kind (Senzill)
- 1969 Sam Gopal - Escalator
- 1970 Opal Butterfly - Groupie Girl (Senzill)
- 1972 Hawkwind - Silver Machine/ Seven By Seven (Senzill)
- 1972 Diversos artistes - Revelation triple àlbum (una cara corresponent a Hawkwind)
- 1972 Diversos artistes - Greasy Trucker's Party (una cara corresponent a Hawkwind)
- 1972 Hawkwind - Doremi Fasol Bategat
- 1973 Hawkwind - Lord Of Light (Senzill)
- 1973 Hawkwind - Urban Guerilla (Senzill)
- 1973 Hawkwind - Space Ritual
- 1974 Hawkwind - Hall Of The Mountain Grill
- 1974 Hawkwind - Psychedelic Warlords (Senzill)
- 1974 Robert Calvert Ejection/ Catch A Falling Starfighter (Senzill)
- 1974 Robert Calvert - Captain Lockheed And The Starfighters
- 1975 Hawkwind - Kings Of Speed (Senzill)
- 1975 Hawkwind - Warrior On The Edge Of Time
- 1977 Hawkwind - Masters Of The Universe (Recopilatorio)
- 1977 Motörhead - Motörhead
- 1979 Motörhead - Overkill
- 1979 Motörhead - On Parole (gravat en 1975)
- 1979 The Damned - I Just Can't Be Happy Today/ Ballroom Blitz (amb Lemmy tocant el baix) / Turkey Song (Senzill)
- 1979 The Damned - Machine Gun Etiquette
- 1979 Motörhead - Bomber
- 1980 Motörhead - Ace of Spades
- 1980 The Young & Moody Band - Don't Do That (Senzill & maxi single)
- 1981 Motörhead - No Sleep Til Hammersmith
- 1981 Headgirl (Motörhead & Girlschool) - The St. Valentine's Day Massacre
- 1982 Motörhead - Iron Fist
- 1982 Lemmy & Wendy O. Williams - Stand By Your Man
- 1983 Motörhead - Another Perfect Day
- 1984 Motörhead - No Remorse
- 1984 Hawkwind - Earth Ritual Preview (maxi single)
- 1984 Robert Calvert - Freq
- 1984 Diversos artistes - Hear'n'Aid
- 1985 Hawkwind - Space Ritual Vol. 2 (Recopilatòri en directe)
- 1985 Hawkwind - In the Beginning (Directe)
- 1986 Motörhead - Orgasmatron
- 1986 Hawkwind - Approved History Of Hawkwind 1967-1982
- 1987 Motörhead - Rock'N'Roll
- 1988 Motörhead - No Sleep At All
- 1988 Albert Jarvinen Band - Countdown
- 1989 Nina Hagen - Nina Hagen
- 1990 Lemmy & The Upsetters - Blue Suede Shoes
- 1990 Diversos artistes - The Last Temptation Of Elvis: Blue Suede Shoes
- 1990 Hardware - Banda sonora original
- 1991 Motörhead - 1916
- 1992 Motörhead - March ör Die
- 1993 Motörhead - Bastards
- 1993 The Damned - Tales From The Damned
- 1994 Fast Eddie Clarke - It Ain't Over Till It's Over
- 1994 Shonen Knife - Tomato Head (Senzill promocional)
- 1994 Shonen Knife - Rock Animals
- 1995 Motörhead - Sacrifice
- 1996 Motörhead - Overnight Sensation
- 1996 Skew Siskin - Electric Chair Music
- 1996 Ugly Kid Joe - Motel California
- 1996 Diversos artistes - Straight Edge as Fuck, Vol. 1-2
- 1996 Myth Dreams of World - Stories of the Greek & Roman Gods & Goddesses
- 1996 Skew Siskin - Voices From The War
- 1997 Diversos artistes - Dragon Attack: A Tribute To Queen
- 1997 The Ramones - We're Outta Here!
- 1998 Motörhead - Snake Bite Love
- 1998 Diversos artistes - Thunderbolt: A Tribute To AC/DC
- 1999 Motörhead - Everything Louder Than Everyone Else
- 1999 Jetboy - Lost & Found
- 1999 Skew Siskin - What The Hell
- 1999 Hawkwind - Epoch Eclipse: 30 Year Anthology (Caixa recopilatòria)
- 1999 A.N.I.M.A.L. - Usa Toda Tu Fuerza
- 2000 Lemmy - Slim Jim & Danny B - Lemmy - Slim Jim & Danny B
- 2000 Motörhead - We Are Motörhead
- 2000 Motörhead - The Best of Motörhead
- 2000 Motörhead - The Chase Is Better Than The Catch (Recopilatori)
- 2000 Motörhead - Over The Top - The Rarities (Recopilatori)
- 2000 Swing Cats - A Special Tribute To Elvis
- 2000 The Rockin' Vicars - The Complete - It's Alright
- 2000 Diversos artistes - Bat Head Soup - Tribute to Ozzy Osbourne
- 2000 Doro - Calling The Wild
- 2001 Motörhead - All The Aces (Recopilatori)
- 2001 The Pirates - Rock Bottom
- 2001 Diversos artistes - Metallic Assault - A Tribute To Metallica
- 2002 Motörhead - Hammered
- 2002 Diversos artistes - Guitar Greats
- 2002 Royal Philharmonic Orchestra, Mike Batt and guests - Philharmania
- 2002 Diversos artistes - Metal Brigade
- 2002 Diversos artistes - Rise Above: 24 Black Flag Songs to Benefit the West Memphis Three
- 2003 Motörhead - Stone Deaf Forever (Caja de 5 CD)
- 2003 Motörhead - Live At Brixton Academy - The Complete Concert
- 2003 Diversos artistes - Ash Wednesday (Banda sonora original)
- 2003 Ace Sounds - Still Hungry
- 2003 Skew Siskin - Album Of The Year
- 2004 Motörhead - Inferno
- 2004 Probot - Probot
- 2004 Diversos artistes - Banda sonora original de la pel·lícula SpongeBob SquarePants Movie Soundtrack (inclou la cançó de Motörhead "You'd Better Swim")
- 2004/5 Diversos artistes - Numbers From The Beast: An All Star Salute To Iron Maiden - Trooper
- 2005 Hawkwind - Take me to your Leader
- 2006 Lemmy - Damage Case (Recopilatori)
- 2006 The Head Cat - Fool's Paradise
- 2006 Motörhead - Kiss of Death
- 2008 Motörhead - Motörizer
- 2010 Motörhead - The Wörld Is Yours
- 2013 Motörhead - Aftershock
- 2015 Motörhead - Bad Magic

## Videografia

### VHS
- 1982 Live In Toronto - Castle Hendering
- 1984 Another Perfect Day EP
- 1985 Birthday Party
- 1986 Deaf Not Blind
- 1988 EP
- 1988 The Decline of Western Civilization II: The Metal Years
- 1990 Hardware
- 1991 Everything louder Than Everything Else
- 1994 John Wayne Bobbitt Uncut

### DVD
- 1987 Eat the Rich
- 1997 Tromeo and Juliet - Troma Entertainment
- 2000 Cannibal! The Musical - Troma Entertainment
- 2001 25 & Alive Boneshaker - Steamhammer - SPV
- 2002 Motörhead EP
- 2002 The Best of Motörhead
- 2003 The Special Edition EP
- 2004 Everything Louder Than Everything Else
- 2005 Stage Fright
- 2006 The Head Cat Live: Rockin' the Cat Club